# Dos 20
Dos 20 es una serie de televisión de comedia dramática de antología argentina emitida por la TV Pública. La trama gira en torno a ocho historias distintas representadas por dos actores en 20 minutos. Está dirigida por Martín Russo, escrita por Ignacio Apolo y protagonizada por un elenco rotativo. La serie tuvo su estreno el 19 de mayo de 2022. En octubre de ese año, la serie fue renovada para una segunda temporada.
El jueves 12 de mayo de 2022, una semana antes de su estreno, se emitió el especial Esperando Dos 20, donde se mostró un anticipo de la serie con escenas del rodaje y entrevistas a los actores.

## Sinopsis
La trama reúne a dos personajes en cada episodio de 20 minutos de duración, que pasa por la comedia dramática, hasta a una sitcom, abordando relaciones de pareja o intra familiares.

## Elenco

### Temporada 1
- Romina Gaetani como Paulina (Episodio 1).
- Mariano Martínez como Joaco (Episodio 1).
- Luisa Kuliok como Silvia (Episodio 2).
- Laura Novoa como Claudia (Episodio 2).
- Luciano Cáceres como Ezequiel (Episodio 3).
- Andrea Rincón como Ana (Episodio 3).
- Favio Posca como Camilo (Episodio 4).
- Carlos Belloso como Sandro (Episodio 4).
- Luis Machín como Antonio (Episodio 5).
- Federico Marrale como Nicolás (Episodio 5).
- Nicolás Cabré como Leandro (Episodio 6).
- Mónica Antonópulos como Agustina (Episodio 6).
- Benjamín Rojas como Pedro (Episodio 7).
- Thelma Fardín como Franca (Episodio 7).
- Patricia Echegoyen como Graciela (Episodio 8).
- Marcela Kloosterboer como Marisol (Episodio 8).

### Temporada 2
- Tomás Fonzi como Elías (Episodio 1).
- Julieta Nair Calvo como Gabriela (Episodio 1).
- Emanuel Biaggini como Bernardo (Episodio 1).
- Arturo Puig (Episodio 2).
- Mariana Genesio Peña como Valeria de Carli (Episodio 2).
- Danila Magri como Vicky (Episodio 2).
- Leticia Brédice como Fabiana Gómez (Episodio 3).
- Romina Ricci como Jimena (Episodio 3).
- Luciano Castro como Juan (Episodio 4).
- Eleonora Wexler como Lucía (Episodio 4).
- Esther Goris como Fanny (Episodio 5).
- Selva Alemán como Olga (Episodio 5).
- Brenda Gandini como Julieta (Episodio 6).
- Esteban Meloni como Pablo (Episodio 6).
- Luciana Ulrich como Fran (Episodio 6).
- Fabián Vena como Marcos (Episodio 7).
- Alberto Ajaka como Pablo (Episodio 7).
- Aarón Palomino como Teo (Episodio 7).
- Tomás Kirzner como Darío (Episodio 8).
- Muriel Santa Ana como Cinthia (Episodio 8).
- Jorge Marrale como Carmelo (Episodio 9).
- Alberto Fernández de Rosa como Ibarro "Vasco" (Episodio 9).
- Juan Gil Navarro como Gabriel (Episodio 10).
- Daryna Butryk como Agustina (Episodio 10).

## Temporadas
| Temporada | Temporada | Episodios | Emisión original        | Emisión original        |
| Temporada | Temporada | Episodios | Comienzo                | Final                   |
| --------- | --------- | --------- | ----------------------- | ----------------------- |
|           | 1         | 8         | 19 de mayo de 2022      | 7 de julio de 2022      |
|           | 2         | 10        | 19 de diciembre de 2022 | 30 de diciembre de 2022 |

## Episodios

### Primera temporada (2022)
| N.º en serie | N.º en temp. | Título                            | Dirigido por | Escrito por   | Fecha de emisión original | Audiencia (millones) |
| ------------ | ------------ | --------------------------------- | ------------ | ------------- | ------------------------- | -------------------- |
| 1            | 1            | «No preguntes si no querés saber» | Martín Russo | Ignacio Apolo | 19 de mayo de 2022        | 0.2                  |
| 2            | 2            | «Silvia y Claudia»                | Martín Russo | Ignacio Apolo | 26 de mayo de 2022        | 0.2                  |
| 3            | 3            | «Mister limpieza»                 | Martín Russo | Ignacio Apolo | 2 de junio de 2022        | 0.4                  |
| 4            | 4            | «Mamá siempre miente»             | Martín Russo | Ignacio Apolo | 9 de junio de 2022        | 0.5                  |
| 5            | 5            | «El escondite»                    | Martín Russo | Ignacio Apolo | 16 de junio de 2022       | 0.1                  |
| 6            | 6            | «Eclipse»                         | Martín Russo | Ignacio Apolo | 23 de junio de 2022       | 0.3                  |
| 7            | 7            | «La astucia suficiente»           | Martín Russo | Ignacio Apolo | 30 de junio de 2022       | 0.3                  |
| 8            | 8            | «En construcción»                 | Martín Russo | Ignacio Apolo | 7 de julio de 2022        | 0.1                  |

### Segunda temporada (2022)
| N.º en serie | N.º en temp. | Título                 | Dirigido por | Escrito por   | Fecha de emisión original | Audiencia (millones) |
| ------------ | ------------ | ---------------------- | ------------ | ------------- | ------------------------- | -------------------- |
| 9            | 1            | «División de bienes»   | Martín Russo | Ignacio Apolo | 19 de diciembre de 2022   | 0.6                  |
| 10           | 2            | «Un cuento infantil»   | Martín Russo | Ignacio Apolo | 20 de diciembre de 2022   | 0.5                  |
| 11           | 3            | «Principio del placer» | Martín Russo | Ignacio Apolo | 21 de diciembre de 2022   | 0.2                  |
| 12           | 4            | «Opuestos»             | Martín Russo | Ignacio Apolo | 22 de diciembre de 2022   | 0.4                  |
| 13           | 5            | «Activamente»          | Martín Russo | Ignacio Apolo | 23 de diciembre de 2022   | 0.2                  |
| 14           | 6            | «Una sorpresa»         | Martín Russo | Ignacio Apolo | 26 de diciembre de 2022   | 0.4                  |
| 15           | 7            | «Soy tu padre»         | Martín Russo | Ignacio Apolo | 27 de diciembre de 2022   | 0.2                  |
| 16           | 8            | «Magia»                | Martín Russo | Ignacio Apolo | 28 de diciembre de 2022   | 0.3                  |
| 17           | 9            | «La serenata»          | Martín Russo | Ignacio Apolo | 29 de diciembre de 2022   | 0.4                  |
| 18           | 10           | «La mudanza»           | Martín Russo | Ignacio Apolo | 30 de diciembre de 2022   | 0.0                  |

## Premios y nominaciones
| Lista de premios y nominaciones | Lista de premios y nominaciones | Lista de premios y nominaciones      | Lista de premios y nominaciones  | Lista de premios y nominaciones | Lista de premios y nominaciones | Lista de premios y nominaciones |
| Año                             | Organización                    | Categoría                            | Nominado/a (s)                   | Resultado                       | Ref(s)                          |                                 |
| ------------------------------- | ------------------------------- | ------------------------------------ | -------------------------------- | ------------------------------- | ------------------------------- | ------------------------------- |
| 2022                            | Premios TAL                     | Mejor serie de ficción               | Dos 20                           | Nominado                        | [ 25 ]                          |                                 |
| 2022                            | Premios Martín Fierro           | Mejor ficción                        | Dos 20                           | Nominado                        | [ 26 ]                          |                                 |
| 2022                            | Premios Martín Fierro           | Mejor actriz protagonista de ficción | Selva Alemán                     | Nominada                        | [ 26 ]                          |                                 |
| 2022                            | Premios Martín Fierro           | Mejor autor o guionista              | Ignacio Apolo y Federico Marrale | Nominados                       | [ 26 ]                          |                                 |
| 2023                            | Premios Cóndor de Plata         | Mejor serie corta                    | Dos 20                           | Nominado                        | [ 27 ]                          |                                 |
| 2023                            | Premios TAL                     | Mejor serie de ficción               | Dos 20                           | Nominado                        | [ 28 ]                          |                                 |